# 苏谦益
苏谦益（1913年—2007年10月19日），男，内蒙古托克托县人，中华人民共和国政治人物，曾任内蒙古自治区人民委员会副主席。

## 生平
1954年，当选第一届全国人民代表大会代表。